# Mihnea Columbeanu
Mihnea-Gheorghe Columbeanu (n. 4 ianuarie 1960) este un fost actor și regizor român, condamnat la 26 de ani de închisoare pentru pornografie infantilă, trafic de minori și viol.

## Biografie
Pe 18 iulie 2014 a fost reținut de procurorii DIICOT, pentru pornografie infantilă.
Pe 31 iulie 2014, Curtea de Apel București a dispus arestarea preventivă a lui Columbeanu, suspectat de pornografie infantilă.
Pe 24 februarie 2015 a fost condamnat de judecătorii de la Tribunalul Bucuresti la o pedeapsă de 26 de ani și patru luni de închisoare.
Pe 29 mai 2015 a fost condamnat definitiv de Curtea de Apel București la 26 de ani și patru luni de închisoare pentru pornografie infantilă, trafic de minori și agresiune sexuală, toate în formă continuată.

## Filmografie

### Actor
- Al treilea salt mortal (1980)
- Cuibul de viespi (1987)
- "Al patrulea gard, lângă debarcader", din 1986, de Cristiana Nicolae,
- "Am o idee", din 1981, de Alecu Croitoru,

### Regizor
- Declarație de dragoste (1985) - asistent de regie
- Liceenii (1986) - asistent de regie
- Cuibul de viespi (1987) - asistent de regie
- Niște băieți grozavi (1988) - asistent de regie
- "Neînvinsă-i dragostea", din 1993
- "Fără lumini de poziție", din 1989,
- "Mitul lui Mitică", din 1982